# ديفيد جريجوري
ديفيد جريجوري (بالإنجليزية: David Gregory)‏ (و. 1659 – 1708 م) هو رياضياتي، وعالم فلك، ومؤرخ الرياضيات، وأستاذ جامعي، وكاتب من المملكة المتحدة. ولد في أبردين. كان عضوًا في الجمعية الملكية.
توفي عن عمر يناهز 49 عاماً.

## التعليم

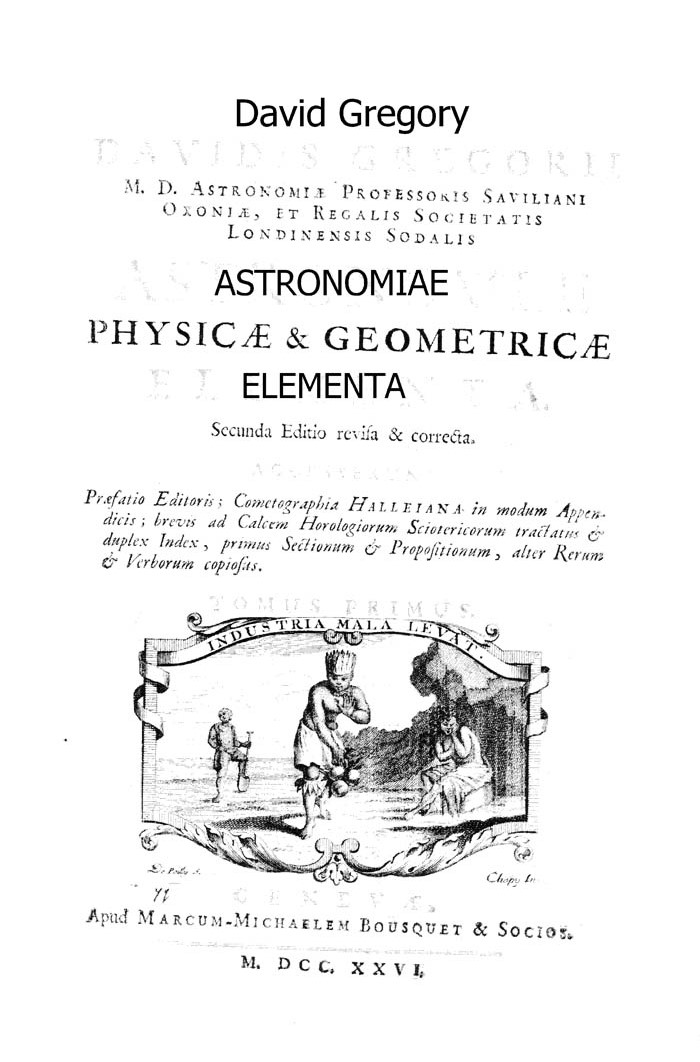
Astronomiae physicae et geometricae elementa, 1726

تعلم في جامعة أبردين، وجامعة ليدن.

## جوائز
حصل على جوائز منها:
- زميل في الجمعية الملكية.